# Badan Penyelidik Usaha Persiapan Kemerdekaan Indonesia
Badan Penyelidik Usaha Persiapan Kemerdekaan Indonesia (BPUPKI) – indonezyjski komitet niepodległościowy, utworzony pod koniec japońskiej okupacji Holenderskich Indiach Wschodnich. 
Powstał 29 kwietnia 1945, zainicjowany przez generała porucznika Keimakici Harada, dowódcy 16 armii na Jawie. W sierpniu przemianowany na Panitia Persiapan Kemerdekaan Indonesia (PPKI) – Komitet na Rzecz Niepodległości Indonezji.